# ニペソツ山
ニペソツ山（ニペソツやま）は、北海道の東大雪にある標高2,013 mの山。北海道十勝総合振興局管内新得町と上士幌町の境にあり、標高2,000mを超える山としては国内で最も東に位置する。日本二百名山に選定されている。

## 概要
山名は、十勝川の支流ニペソツ川の源に位置することに由来する。「ニペソツ」とはニペソツ川を指すアイヌ語のニペㇱ・オ・イ　nipes-ot-i「シナノキの樹皮（内皮）・～が群在する・もの」が略されて伝わっているという説が出されているが、用法・実際共にまだ十分に検証されていない。山頂付近は、森林限界のハイマツ帯で、多くの高山植物が自生している。このため、二等三角点（点名「二屏卒山」）のある山頂からは、ウペペサンケ山、トムラウシ山、大雪山、石狩岳など360度の展望が得られる。北東にある登山道の溶岩の積み重なった岩場にエゾナキウサギが生息し、時折岩の隙間から姿を現し、その鳴き声が聴こえる。またシマリスが姿を現すこともある。

## 日本百名山との関連
深田久弥が日本百名山執筆後の1967年（昭和42年）8月に登頂しており、その著書『山頂の憩い「日本百名山」その後』で、「日本百名山を出した時、私はまだこの山を見ていなかった。ニペソツには申し訳なかったが、その中に入れなかった。実に立派な山であることを、登ってみて初めて知った。」と記しており、まぼろしの日本百名山と言われている。その後、深田クラブにより日本二百名山に選定された。

## 登山ルート
東大雪の最高峰であり、なだらかな山の多い北海道の中では数少ない、鋭い山容を持つ単独峰として知られる。そのためやや上級者向けとされている。登山道は、上士幌町側から二本の道が存在する。音更川の支流十六の沢（杉沢とも呼ばれる）からのルートと幌加温泉からのルートの二つがあるが、前者は林道崩壊により通行止めとなっているため、後者の利用が増えている。

## 参考画像

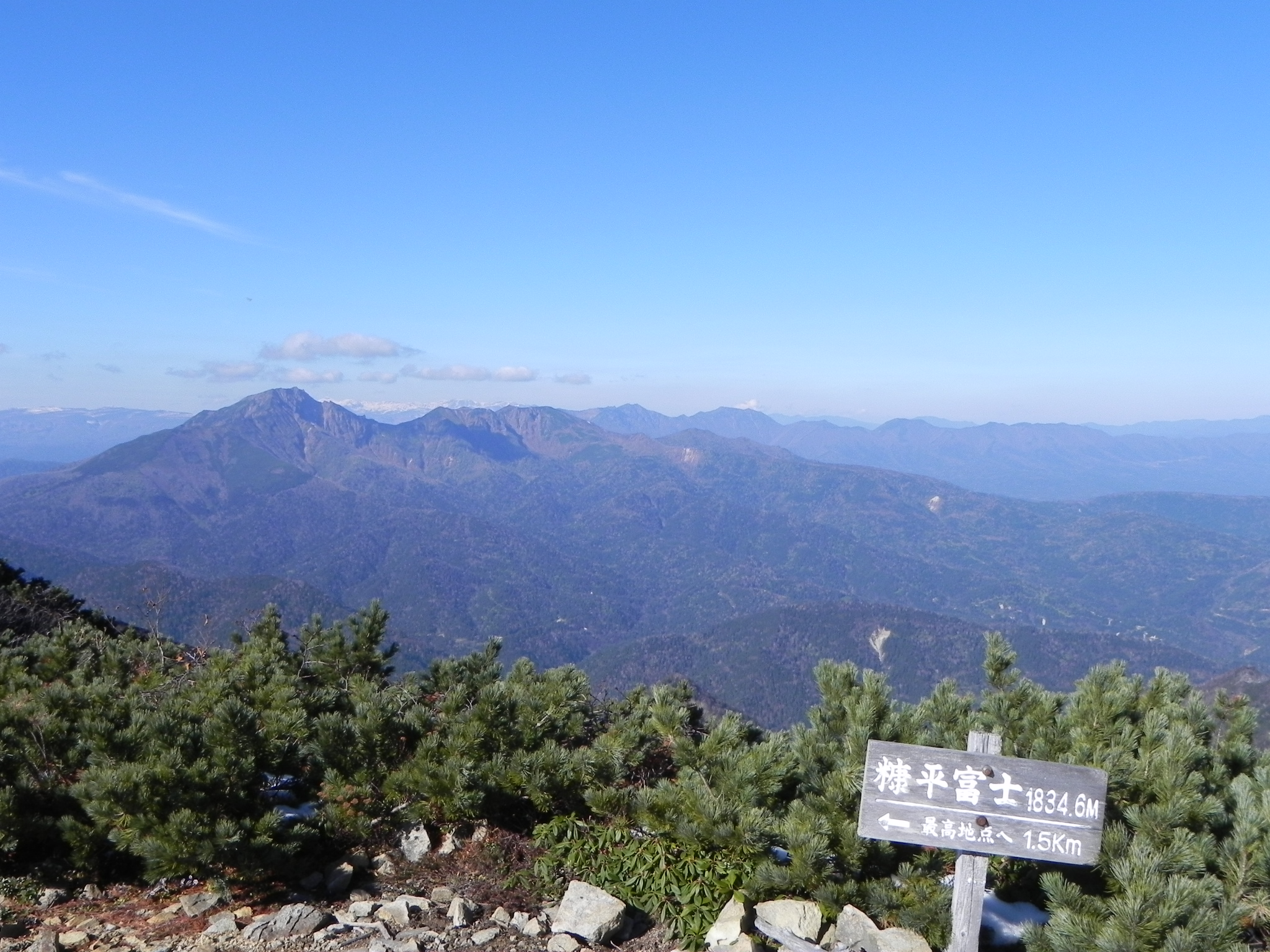
ニペソツ山を南南東から望む
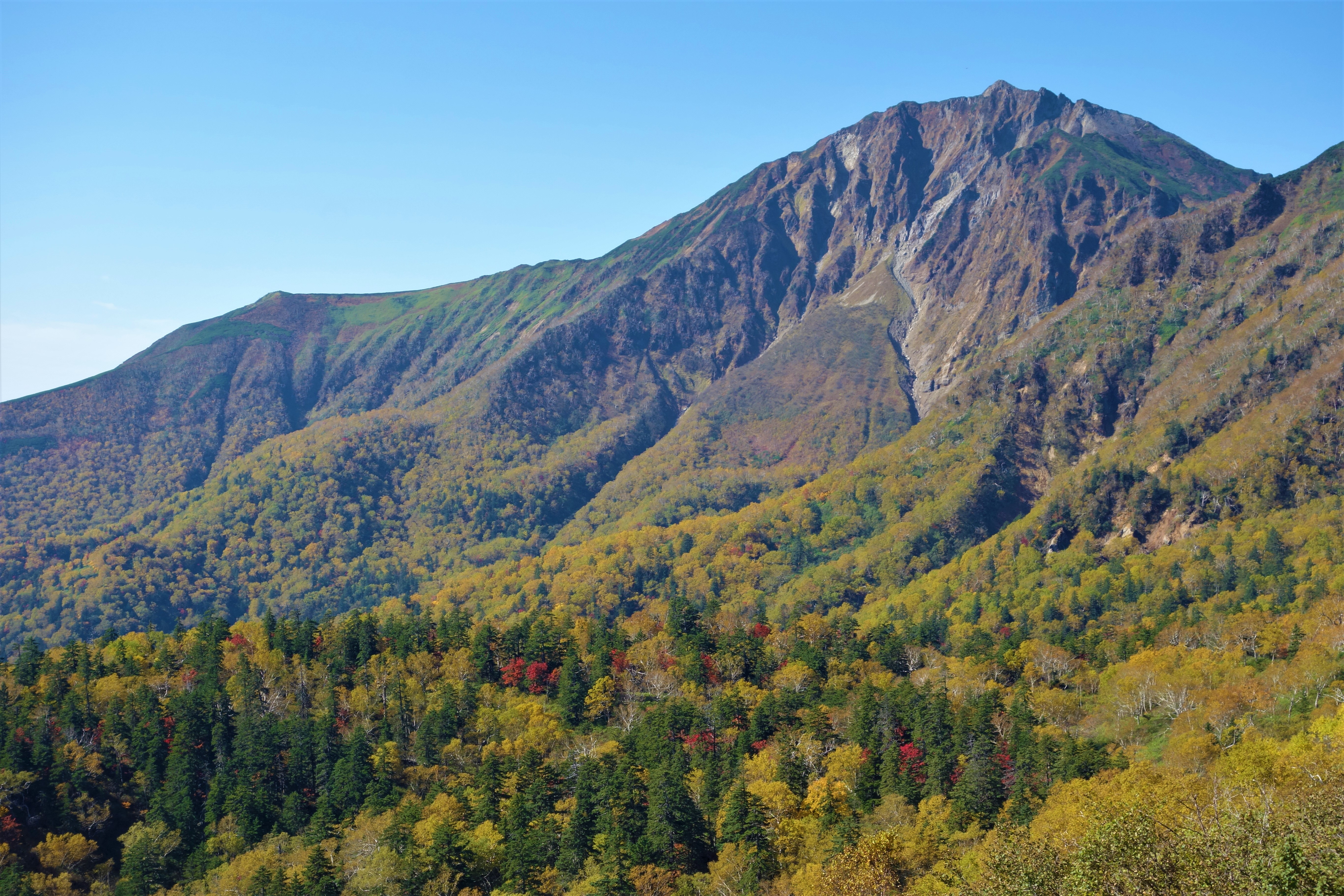
北東から紅葉のニペソツ山
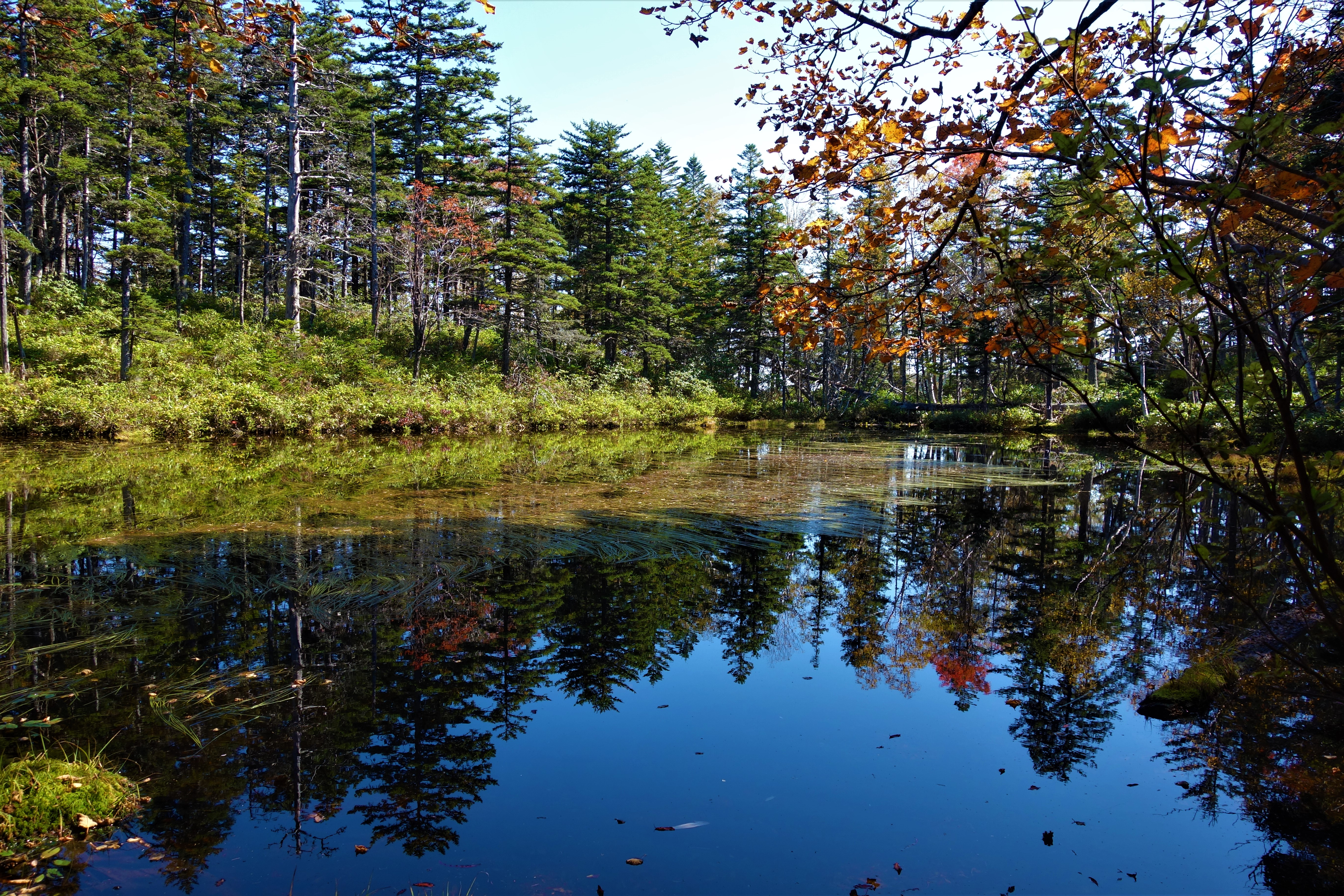
幌加温泉コースの三条沼
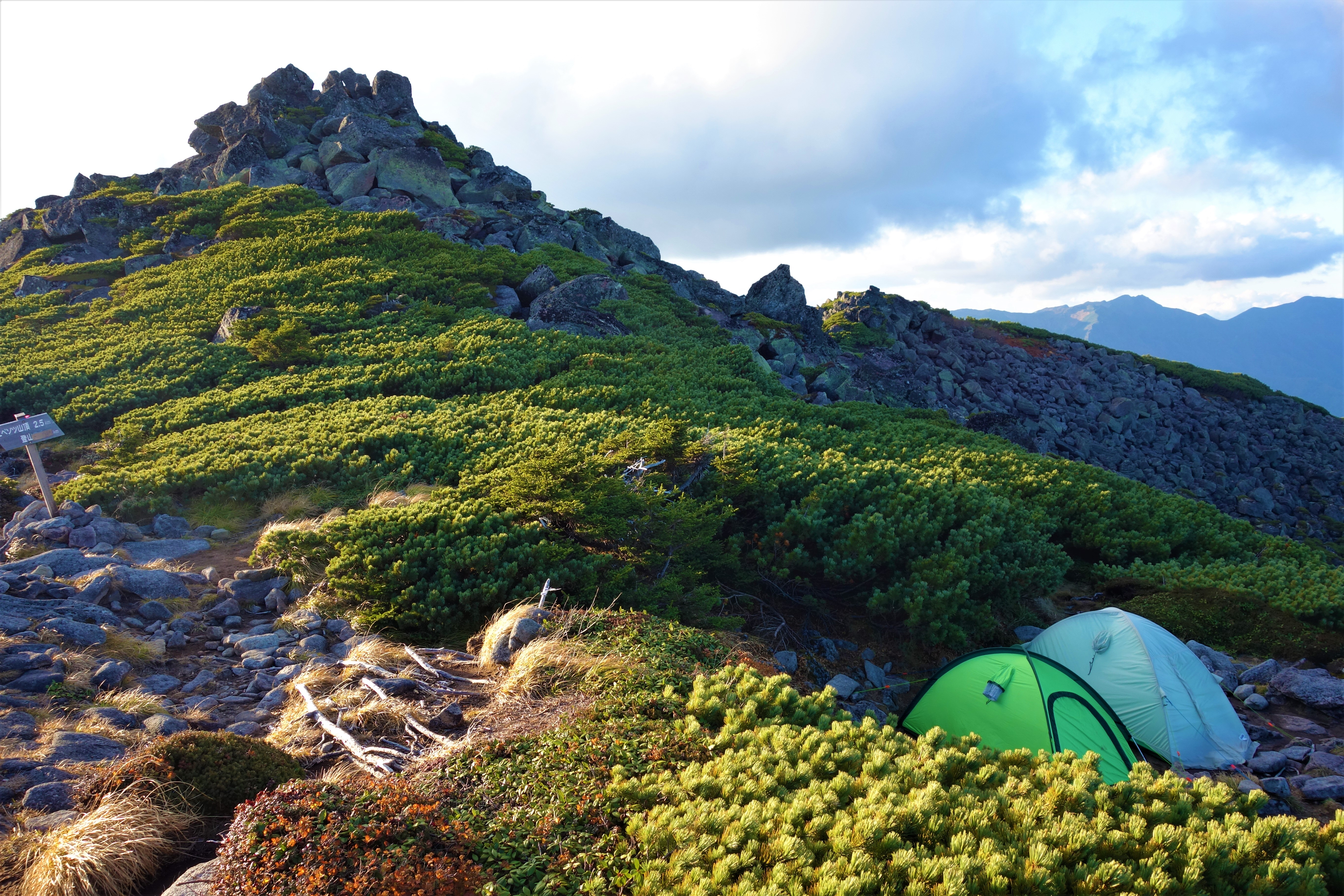
天狗平のテント場
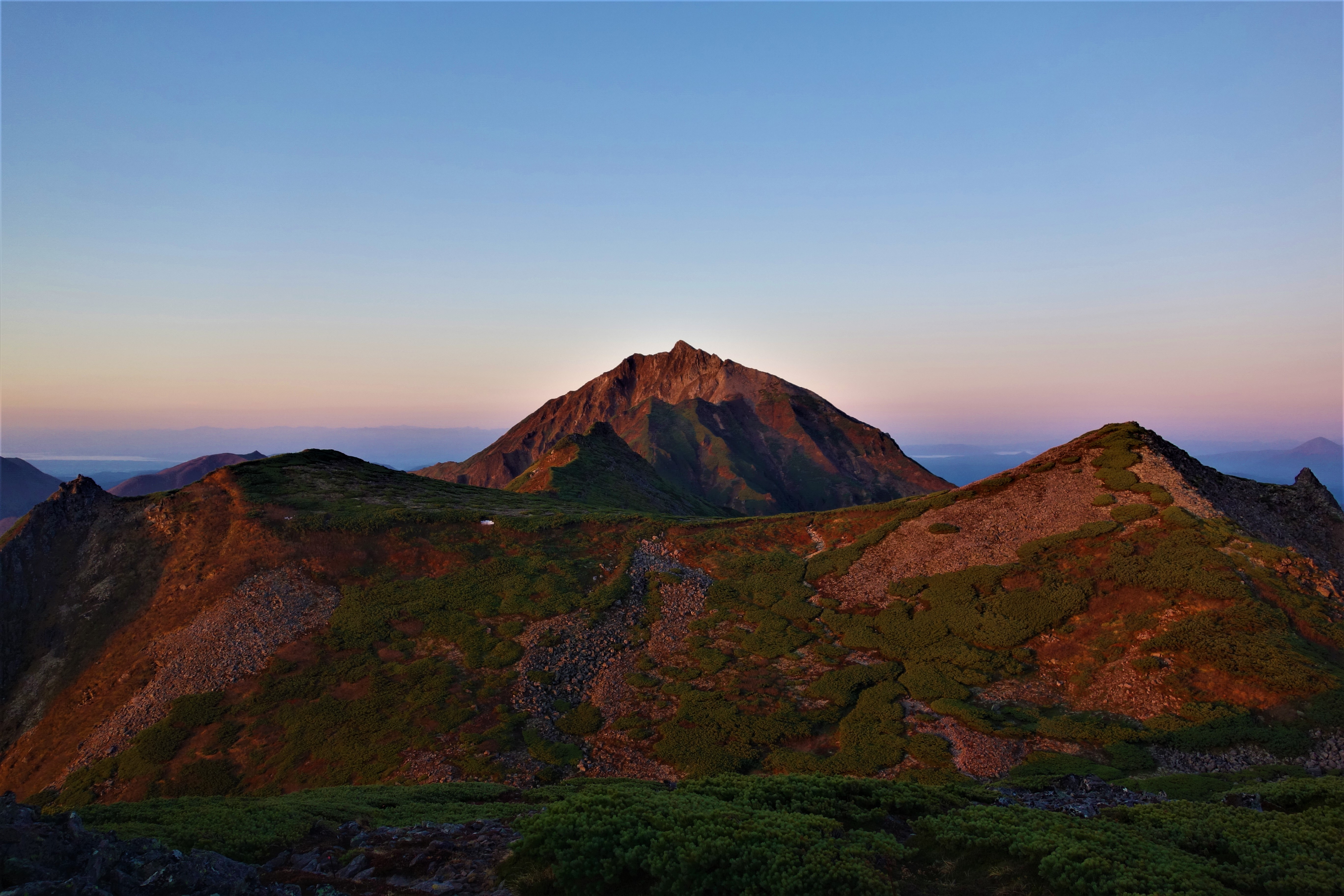
モルゲンロートに染まるニペソツ山
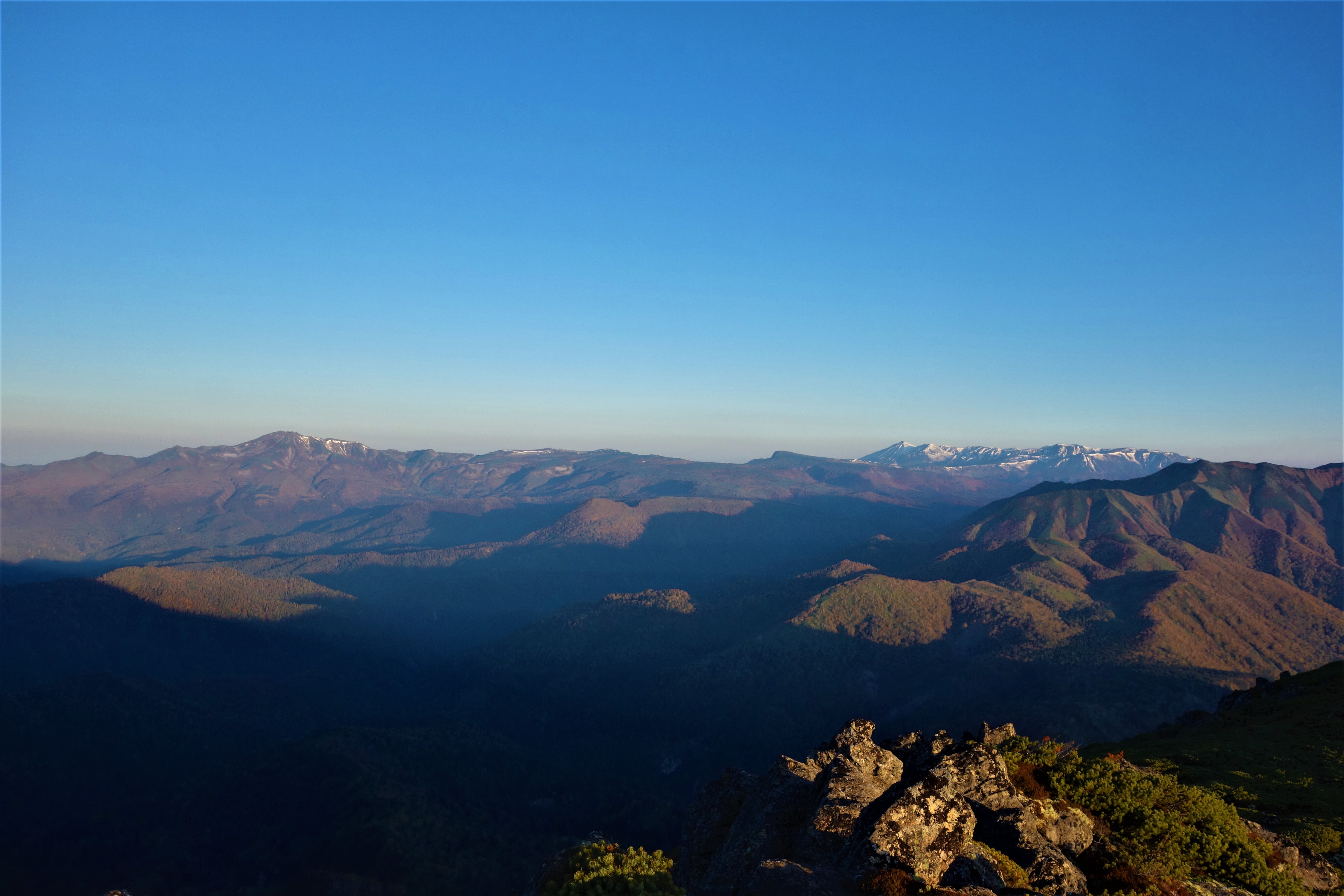
天狗平から西北西の眺望、トムラウシ山から大雪山まで
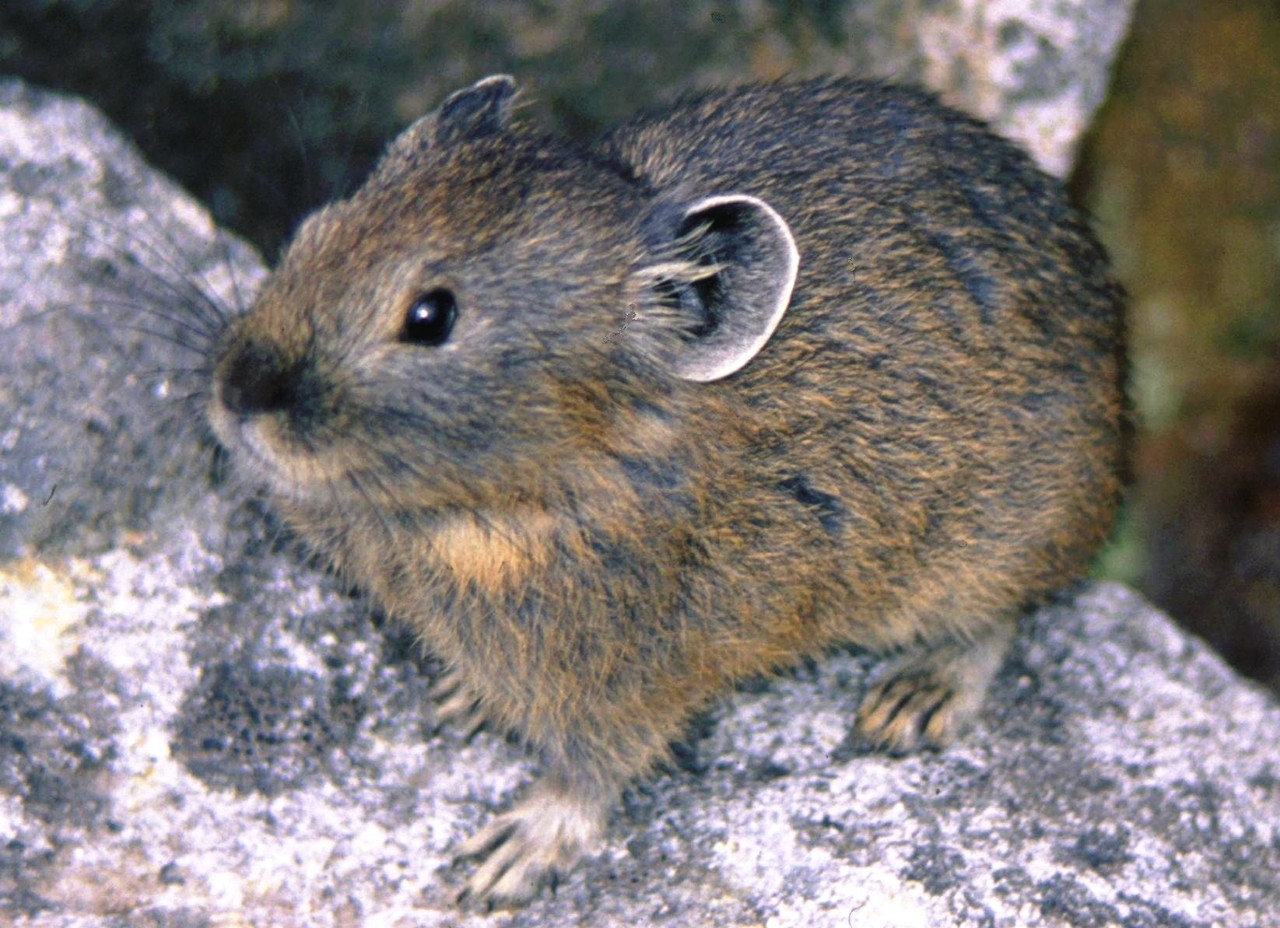
エゾナキウサギ（ニペソツ山にて）

## 周辺の主な山
| 名称           | 標高 (m) | 三角点       | ニペソツ山からの 方角と距離 (km) | 備考                      |
| -------------- | -------- | ------------ | -------------------------------- | ------------------------- |
| ニペソツ山     | 2,013m   | 二等         | 0                                | 日本二百名山              |
|                |          |              |                                  |                           |
| ウペペサンケ山 | 1,848m   | 一等(1,835m) | 8.5                              | 北海道百名山              |
| 石狩岳         | 1,967m   |              | 10.1                             | 日本二百名山              |
| 音更山         | 1,932m   | 一等         | 11.8                             |                           |
| トムラウシ山   | 2,141m   | 一等         | 16.9                             | 日本百名山                |
| 西クマネシリ岳 | 1,635m   |              | 17.7                             |                           |
| 旭岳           | 2,290m   | 一等         | 27.2                             | 日本百名山 北海道の最高峰 |